# Formatieve periode (Zuid-Amerika)

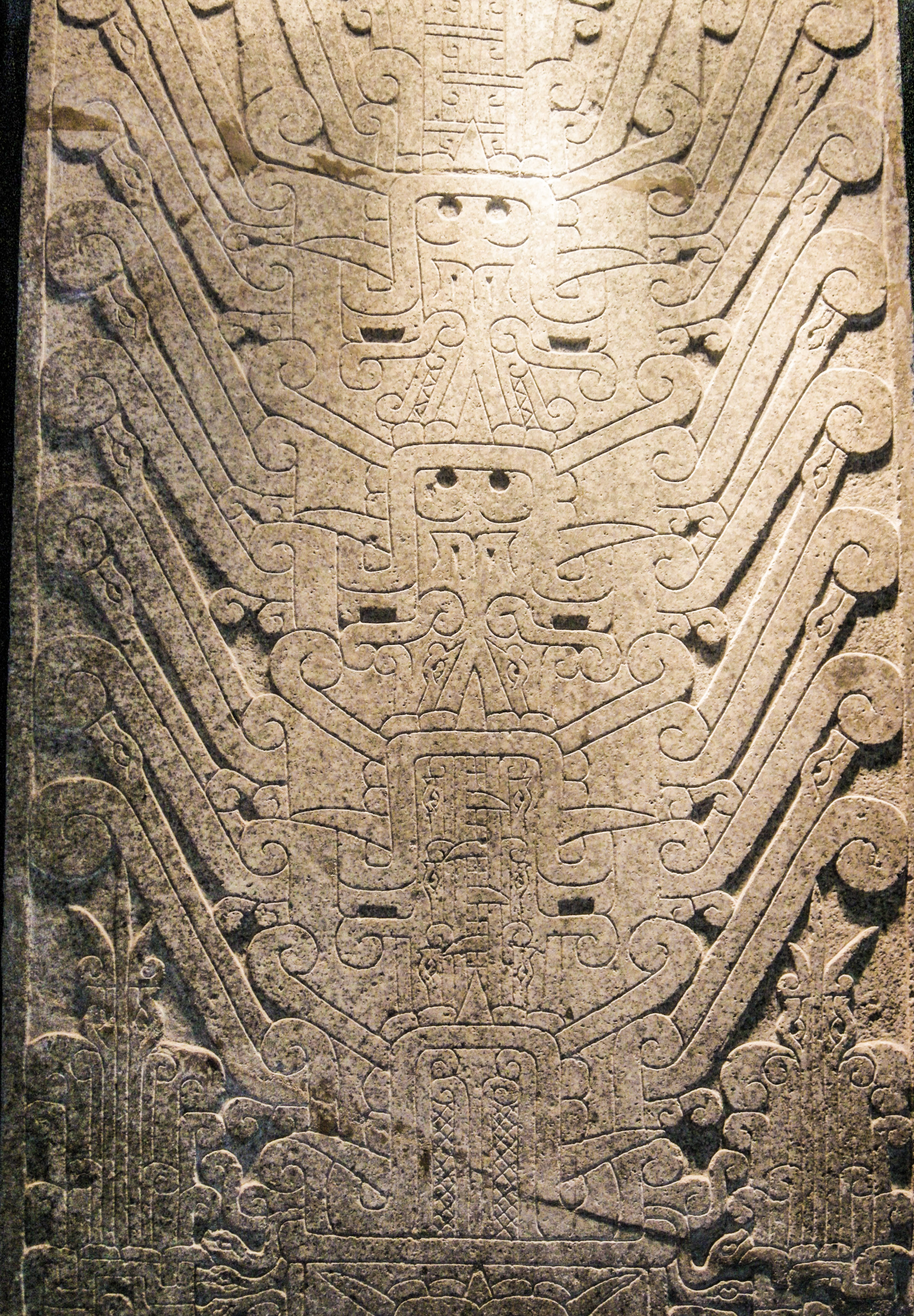
Raimondi-stele, Chavín de Huántar

De formatieve periode in Zuid-Amerika, ook wel preklassieke periode genoemd, liep van omstreeks 2000 v.Chr. tot omstreeks 500 AD. Ze werd voorafgegaan door de archaïsche periode in Zuid-Amerika. De opkomst van de landbouw markeerde de overgang tussen beide periodes. De formatieve periode werd opgevolgd door de klassieke periode.
Vanaf 1800 v.Chr. beginnen de eerste maatschappelijke veranderingen op te treden. Men ontwikkelt het aardewerk en krijgt zo ook de mogelijkheid om voedsel te bewaren. Daarnaast trekt men verder de rivierdalen in, verder van zee af. Ook start nu het tijdperk van de bouw van spectaculaire complexen. De belangrijkste ontwikkelingen spelen zich nu in wat nu Peru heet af. De rivierdalen tussen de Moche en de Mala worden nu bewoond, en in die dalen zijn beschavingscomplexen te vinden in plaatsen als San Jacinto, Cerro Sechín en Las Haldas. Tijdens de vroege formatieve periode bereikte de Casma-Sechincultuur haar grootste bloei. Met de ondergang van de Caral-Supecultuur komt de opkomst van de Chavin-stijl in de kunst. 

## Chavincultuur

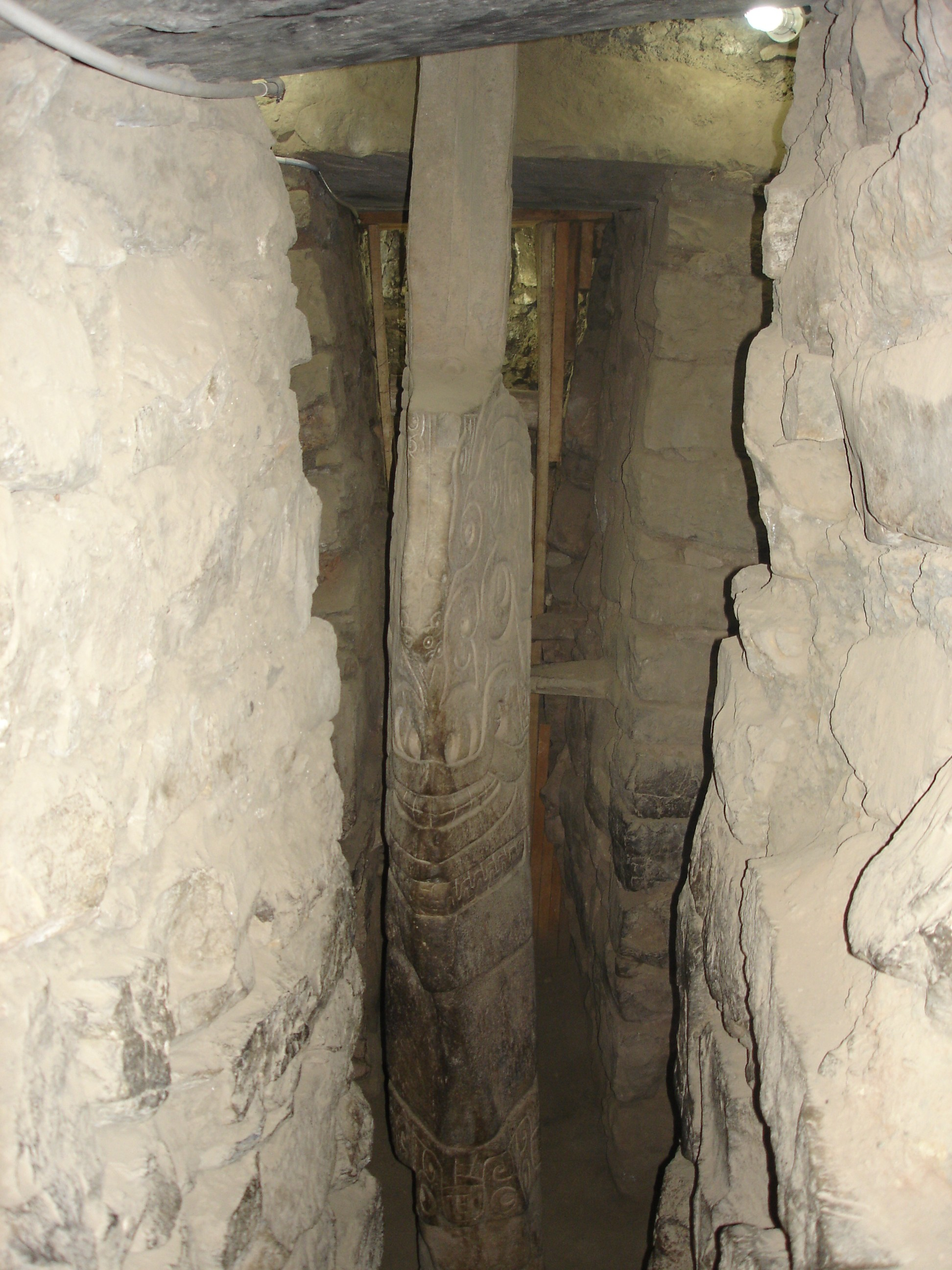
El Lanzón, Chavín de Huantar

In de noordelijke Andes van Peru ontstond in deze periode de Chavincultuur. Deze zou een grote invloed hebben op de verdere Andes-geschiedenis. Het best komt deze religieuze en culturele traditie tot uiting in de stad waarnaar de traditie is genoemd, Chavín de Huántar. Men denkt dat dit het belangrijkste religieuze centrum uit deze tijd was en dat vanuit verre streken mensen hiernaartoe trokken om ceremoniën bij te wonen. 
In de bloeitijd van de Chavincultuur ontwikkelde zich het handwerk. Aardewerk wordt steeds verfijnder, metaalbewerking ontwikkelt zich onder meer door soldeertechnieken en het weefgetouw doet zijn intrede. 
De cultus rondom de zogenaamde stafgod (een menselijk figuur met twee staven in de handen, onder andere te zien op de Raimondi-stèle) komt in latere Andesculturen steeds weer terug (bijvoorbeeld Tiwanaku). Ook de drie-eenheid van jaguar, kaaiman en arend was blijkbaar van groot belang. De kaaiman was de schenker van verschillende gewassen zoals chilipeper, maniok en pinda zoals blijkt uit een van de beroemdste kunstvoorwerpen uit Chavín de Huantar, de Tello-obelisk. Van belang is ook de opmerkelijke aanwezigheid van zeeschelpen (de stad zelf ligt op ruim 3.000 meter hoogte) die enkel voorkomen in de warme wateren van Ecuador. Vooral spondylusschelpen (onder andere Spondylus princeps) blijken uitermate belangrijk. Deze schelpen werden ook al aangetroffen in Caral, en waarschijnlijk voor het eerst verhandeld door de mensen van de Valdiviacultuur. Tot slot maakten de mensen in de Chavínperiode (door archeologen aangeduid als Chavín-horizon vanwege de grote verspreiding) voor het eerst grootschalig gebruik van metalen, voornamelijk koper, goud en zilver.

## Laaglandculturen
Vanuit het Orinoco-gebied (Venezuela) vonden nieuwe migraties plaats richting de Antillen en de Guyana's. De twee bekendste culturele tradities die een dergelijke migratie maakten waren de mensen van de Barrancoidcultuur en de Saladoidcultuur (expansie vanaf 500 v.Chr.). Beide maakten aardewerk en deden aan landbouw.
In het Amazonebekken werd landbouw steeds belangrijker, waarbij maniok het hoofdvoedsel was. Het aantal sambaquis groeide en een typische Amazonecultuur ontstond, welke gelijkenissen vertoonde met die van de huidige Amazone-indianen. 
Ergens in het noordwesten van dit gebied (waarschijnlijk Noordwest-Brazilië tussen Amazone en Orinoco) begonnen de Arawaktalen-sprekende volkeren tussen 1000 en 500 v.Chr. via het uitgebreide rivierenstelsel aan een grote expansie. In 1492 woonden zij van de Antillen in het noorden tot Argentinië in het zuiden. Een andere groep die zich via de rivieren uitbreidde waren de Tupi. Waarschijnlijk lag hun oorspronkelijke land ergens in de Braziliaanse staten Rondônia en Mato Grosso.

## Andes
Het noordelijke Andesgebied (Colombia, Ecuador) had een sterke eigen traditie maar ontving ook invloed van buitenaf. Zo bereikte de Peruaanse metallurgie rond 1000 v.Chr. de Ecuadoraans-Colombiaanse grens en is de invloed vanuit het laagland (net als in Chavín in Peru) te merken aan de landbouwgewassen (maniok, zoete aardappel, coca), de iconografie (veel afbeeldingen van tropische dieren zoals de jaguar en alligator) en wellicht aan de vroege datum van aardewerk hier (in de Amazone al vanaf 5500 v.Chr., in Colombia en Ecuador rond 3500 v.Chr. en in Peru pas vanaf 1800 v.Chr.). 
Van belang zijn de Ecuadoraanse kustculturen Machalillacultuur en vooral Chorreracultuur. Archeologen probeerden lange tijd aan te tonen dat deze mensen uit Mexico kwamen. Sinds de jaren zeventig van de 20e eeuw werd echter duidelijk dat eventueel contact tussen de kust van Ecuador en Mexico eerder gezocht moest worden in een Zuid-Amerikaanse invloed op Mexico. Inmiddels is door aardewerkdateringen aangetoond dat de Ecuadoreaanse vondsten ouder zijn (Valdiviacultuur). De Mexicaanse vondsten zijn echter wél ouder dan die van Machalilla en Chorrera, terwijl juist daar de overeenkomsten het sterkst zijn. Dat er al vroeg contact was tussen deze twee gebieden is duidelijk; Mexicaanse maïs was hier veel vroeger dan in Noord-Colombia. Hoe precies en vanaf wanneer is echter allerminst helder.
In het gebied ten zuiden van Peru en Chavín ontstonden vanaf 1200 v.Chr. langs het Titicacameer allerlei kleine staatjes die kanalen aanlegden voor de landbouw. Een van deze staatjes was Tiwanaku. 
Het noorden van Chili en Argentinië werd steeds meer beïnvloed door de noordelijke culturen. Zo werden landbouw (pompoen, katoen, aardappel, quinoa en toenemend maïs) en veeteelt (lama’s & alpaca’s) steeds belangrijker. Ook aardewerk en metaalbewerking (koper, goud, zilver) kwamen steeds zuidelijker voor.